# BBC Online
BBC Online, nota anche come BBCi, è il servizio online della BBC, una vasta rete di siti web che include anche BBC News e Sport, i servizi on demand video e radiofonici co-gestiti con BBC iPlayer, i portali per i bambini CBBC e CBeebies e quelli di apprendimento come Bitesize.

## Storia
La BBC iniziò ad avere una presenza online a sostegno dei suoi programmi TV e radio e iniziative solo web dal 1994, ma non venne ufficialmente lanciata fino al dicembre 1997, a seguito dell'approvazione del governo per finanziare questo network con il canone TV. Nel corso della sua breve storia, i piani online della BBC sono stati oggetto di vessazioni da parte dei suoi rivali commerciali, che hanno portato a varie consultazioni pubbliche e revisioni governative per indagare sulle loro affermazioni secondo cui la sua ampia presenza e il finanziamento pubblico distorcano il mercato del Regno Unito.
La rete ha subito diverse modifiche al nome da quando è stato lanciato. Originariamente battezzata BBC Online, è stata poi rimarchiata BBCi (che a sua volta era il nome del marchio per i servizi di TV interattiva) prima di essere chiamata bbc.co.uk ed infine ritornare a BBC Online nel 2008.
Quest servizio web della BBC è uno dei siti più visitati i sempre (il 55 ° secondo Alexa nel gennaio 2013) e il sito di notizie più grande del mondo. Nel 2007, conteneva oltre due milioni di pagine.
Il 26 febbraio 2010  The Times  affermò che Mark Thompson, allora direttore generale della BBC, aveva proposto che l'uscita web della BBC dovesse essere ridotta del 50%, con numeri di staff e budget online ridotti del 25% nel tentativo di ridimensionare le operazioni della BBC e consentire ai rivali commerciali più spazio. Il 2 marzo, l'emittente stessa riferì che avrebbe anche tagliato del 25% le spese per i siti Web e che avrebbe chiuso BBC 6 Music e l'Asian Network. Il 24 gennaio 2011 vennero annunciati i lievi tagli confermati del 25% con un deficit di 34 milioni di sterline. Ciò comportò la chiusura di diversi siti, tra cui BBC Switch, BBC Blast, 6-0-6 e l'annuncio di piani di vendita sul sito creato da Douglas Adams h2g2.